# Линга (округ)
Линга (индон. Lingga) — округ в провинции Кепулауан-Риау. Административный центр — населённый пункт Даик.

## Население
Согласно оценке 2006 года, на территории округа проживало 86 150 человек.

## Административное деление
Округ делится на следующие районы:
- Западный Сингкеп
- Сингкеп
- Линга
- Северный Линга
- Сенаянг